# George Takei
George Hosato Takei (Los Angeles, 20 de abril de 1937) é um ator norte-americano cujo papel de maior destaque foi o do oficial do leme Hikaru Sulu na telessérie original de Star Trek e nos longa-metragens para o cinema relacionados com a série. George Takei fala três línguas fluentemente: inglês, japonês e espanhol.

## Biografia
Devido a sua ascendência japonesa, em 1942 a família de George Takei foi transferida primeiramente para o campo de detenção Rohwer War Relocation Center, no estado de Arkansas, e mais tarde para o centro de detenção (i.e. campo de concentração) Tule Lake War Relocation Center na Califórnia, retornando a Los Angeles com o término da Segunda Guerra Mundial.
Interpretou Hikaru Sulu na série de televisão,  Star Trek: The Original Series (1966 - 1969), Star Trek: The Animated Series (1973 - 1974), contracenando com grandes atores, William Shatner (James T. Kirk), Leonard Nimoy (Spock) e DeForest Kelley (Leonard McCoy), fazendo de 1979 a 1991 os filmes, Star Trek: The Motion Picture, Star Trek II: The Wrath of Khan, Star Trek III: The Search for Spock, Star Trek IV: The Voyage Home, Star Trek V: The Final Frontier, Star Trek VI: The Undiscovered Country.
Na década de 1970, Takei participou da política municipal de Los Angeles. Fez participações especiais em telesséries americanas (como os Simpsons). Dono de uma voz distinta, tornou-se locutor do programa de rádio The Howard Stern Show em 2006.
Takei também marcou presença na série de televisão MacGyver onde interpretou Dr. Shen Wei no quarto episódio da segunda temporada do show, que foi ao ar no dia 20 de outubro de 1986.
Em 2007, Takei integrou o elenco da série Heroes interpretando o pai do personagem Hiro Nakamura, Kaito Nakamura.
No 4° episódio da 4ª temporada de The Big Bang Theory, que foi ao ar no dia 14 de outubro de 2010 nos Estados Unidos, o ator aparece interpretando ele mesmo.

## Filmografia

### Cinema
| Ano  | Título original                        | Título em português                           | Papel                 | Notas              |
| ---- | -------------------------------------- | --------------------------------------------- | --------------------- | ------------------ |
| 1957 | Rodan! The Flying Monster              |                                               | Professor Kashiwagi   | Dublagem americana |
| 1959 | Godzilla Rides Again                   |                                               | Comandante            | Dublagem americana |
| 1979 | Star Trek: The Motion Picture          | Jornada nas Estrelas: O Filme                 | Ten. Com. Hikaru Sulu |                    |
| 1982 | Star Trek II: The Wrath of Khan        | Jornada nas Estrelas II: A Ira de Khan        | Com. Hikaru Sulu      |                    |
| 1984 | Star Trek III: The Search for Spock    | Jornada nas Estrelas III: À Procura de Spock  | Com. Hikaru Sulu      |                    |
| 1986 | Star Trek IV: The Voyage Home          | Jornada nas Estrelas IV: A Volta para Casa    | Com. Hikaru Sulu      |                    |
| 1989 | Star Trek V: The Final Frontier        | Jornada nas Estrelas V: A Última Fronteira    | Com. Hikaru Sulu      |                    |
| 1991 | Star Trek VI: The Undiscovered Country | Jornada nas Estrelas VI: A Terra Desconhecida | Capitão Hikaru Sulu   |                    |
| 1990 | Blood Oath                             |                                               | Baron Takahashi       |                    |
| 1998 | Mulan                                  | Mulan                                         | Primeiro Ancestral    | Voz                |
| 2022 | Blazing Samurai                        |                                               |                       | Voz                |

### Televisão
| Ano     | Título original                       | Título em português                   | Papel               | Notas                            |
| ------- | ------------------------------------- | ------------------------------------- | ------------------- | -------------------------------- |
| 1964    | The Twilight Zone                     | Além da Imaginação                    | Arthur Takamori     | Episódio The Encounter           |
| 1966-69 | Star Trek                             | Jornada nas Estrelas                  | Hikaru Sulu         | 52 episódios                     |
| 1973-74 | Star Trek: The Animated Series        | Jornada nas Estrelas: A Série Animada | Hikaru Sulu         | Voz                              |
| 1986    | McGyver                               | Profissão: Perigo                     | Dr. Shen Wey        | Episódio The Wish Child          |
| 1986    | Doctor Who's Who's Who                |                                       | Ele mesmo           | Entrevistado                     |
| 1996    | Star Trek: Voyager                    |                                       | Capitão Hikaru Sulu | Episódio Flashback               |
| 2002    | Jackie Chan Adventures                | As Aventuras de Jackie Chan           | Místico             | Voz, episódio The Chosen One     |
| 2007    | Cory in the House                     | Cory na Casa Branca                   | Ronald              | Episódio Air Force One Too Many  |
| 2007-10 | Heroes                                | Heroes                                | Kaito Nakamura      |                                  |
| 2008    | Star Wars: The Clone Wars             | Star Wars: The Clone Wars             | General Lok Durd    | Voz, episódio Defenders of Peace |
| 2008    | I'm a Celebrity... Get me Out of Here |                                       | Ele mesmo           |                                  |
| 2010    | The Big Bang Theory                   | Big Bang, a Teoria                    | Ele mesmo           | Episódio The Hot Troll Deviation |
| 2010    | Community                             |                                       | Ele mesmo           | Episódio Epidemiology            |

## Ativismo LGBT
Já participava de movimentos de defesa dos gays quando, em outubro de 2005, revelou sua homossexualidade.[carece de fontes?]